# Garcinia krawang
Garcinia krawang är en tvåhjärtbladig växtart som beskrevs av Jean Baptiste Louis Pierre. Garcinia krawang ingår i släktet Garcinia och familjen Clusiaceae. Inga underarter finns listade i Catalogue of Life.